# Yponomeuta hemileuca
Yponomeuta hemileuca is een vlinder uit de familie van de stippelmotten (Yponomeutidae). De wetenschappelijke naam van de soort werd in 1932 gepubliceerd door Edward Meyrick.